# Полуавтоматическое управление экспозицией

Индикатор для полуавтоматической установки экспозиции в режиме Manual современного цифрового фотоаппарата. Совмещение движущейся стрелки с центральным индексом соответствует правильной экспозиции

Полуавтоматическое управление экспозицией — термин, описывающий ручную установку корректной экспозиции в фотоаппаратах и кинокамерах при помощи сопряжённого встроенного экспонометра. От полностью ручной установки отличается механическим или электрическим сопряжением органов управления выдержкой и диафрагмой с экспонометром и отображением результатов экспозамера в виде степени отклонения от точной экспозиции. При автоматическом управлении экспозицией один или оба экспозиционных параметра подбираются без участия человека.
Полуавтоматическое управление впервые реализовано в 1957 году в фотоаппарате Agfa Silette SL. Технология очень быстро получила распространение, одновременно с встроенными экспонометрами, которые механически или электрически сопрягались с органами управления экспозиционными параметрами.
В современных цифровых фотоаппаратах такой режим управления экспозицией называется «ручным» (англ. Manual) и обозначается буквой M. При этом правильное сочетание экспозиционных параметров подбирается при вращении органов управления совмещением стрелки экспонометра с центральным индексом на жидкокристаллических дисплеях в видоискателе или на верхней ЖК-панели.

## Принцип действия
Оба экспозиционных параметра (выдержка и диафрагма) выставляются вручную, но их правильное сочетание обеспечивается за счёт механического или электрического сопряжения органов управления экспозицией с индикаторами экспонометра. Вращение колец (или управляющих колёс) производится до тех пор, пока стрелочный или светодиодный индикатор встроенного экспонометра не будет выставлен в нейтральное положение или совмещён с соответствующим индексом. При этом оператор может не видеть или не обращать внимания на конкретные параметры, добиваясь только «нулевой» индикации. Поэтому в советском фотоаппаратостроении такие камеры иногда назывались «индикаторными». Полуавтоматическим такой принцип называется потому, что требует действий оператора, но при этом позволяет «автоматически» выбирать правильную экспопару простым совмещением стрелок. Во многих случаях индикация также указывает необходимое направление вращения органов управления знаками «плюс», «минус» или стрелками.

## Историческая справка

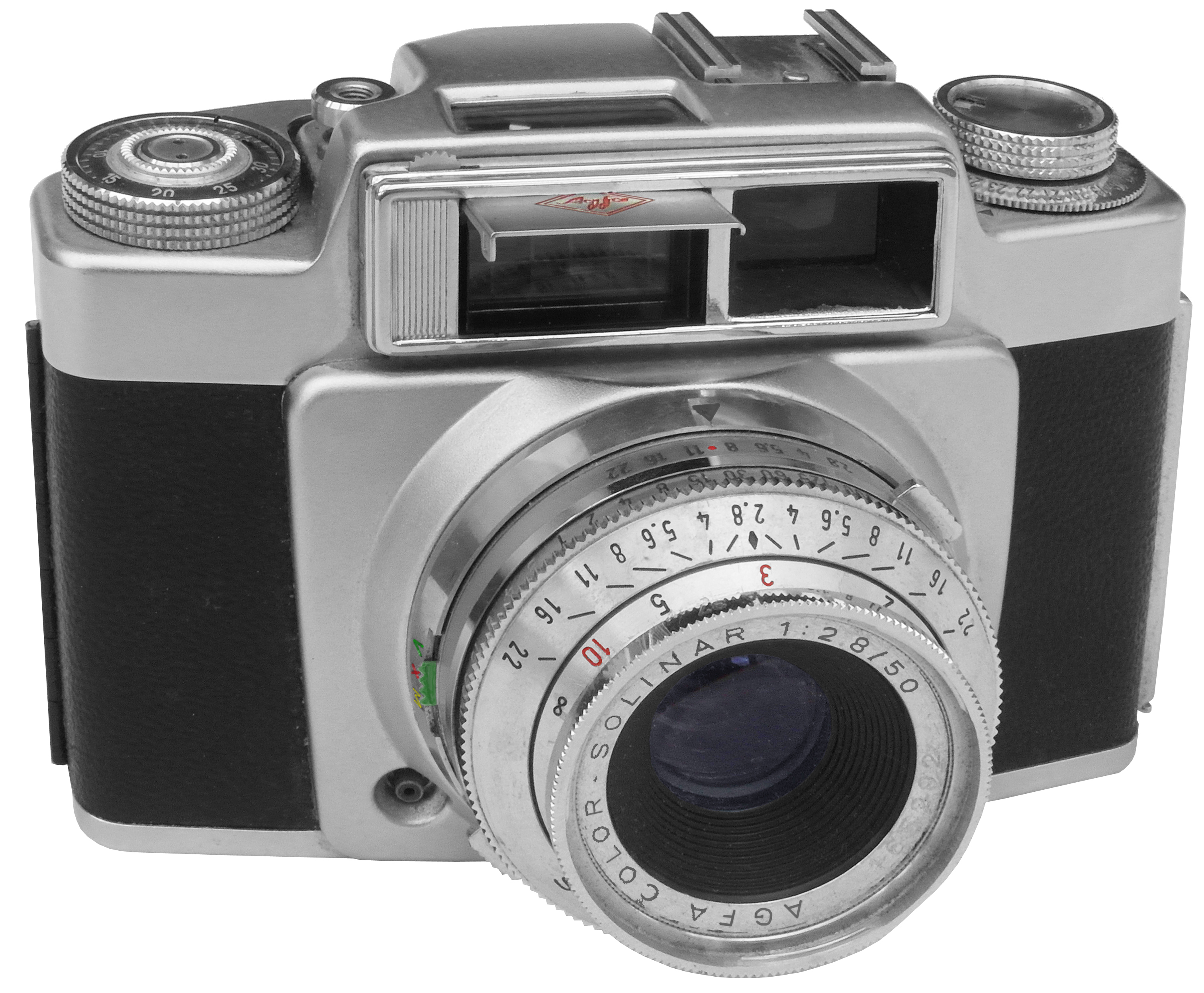
Первый в мире фотоаппарат-полуавтомат Agfa Silette SL.
1957 год

Механическое сопряжение всех органов управления экспозицией впервые удалось реализовать в фотоаппаратах с несменным объективом и центральным затвором. В 1957 году был выпущен шкальный фотоаппарат Agfa Silette SL с сопряжённым селеновым экспонометром. Корпус гальванометра этой камеры выполнен поворотным и механически связан через дифференциальный механизм с органами управления выдержки и диафрагмы, а также с кольцом ввода светочувствительности. Выбор любого параметра сопровождается поворотом гальванометра вместе со стрелкой, которую требуется совместить с центральным индексом. Выполнение этого условия означает автоматическое достижение правильной экспозиции.

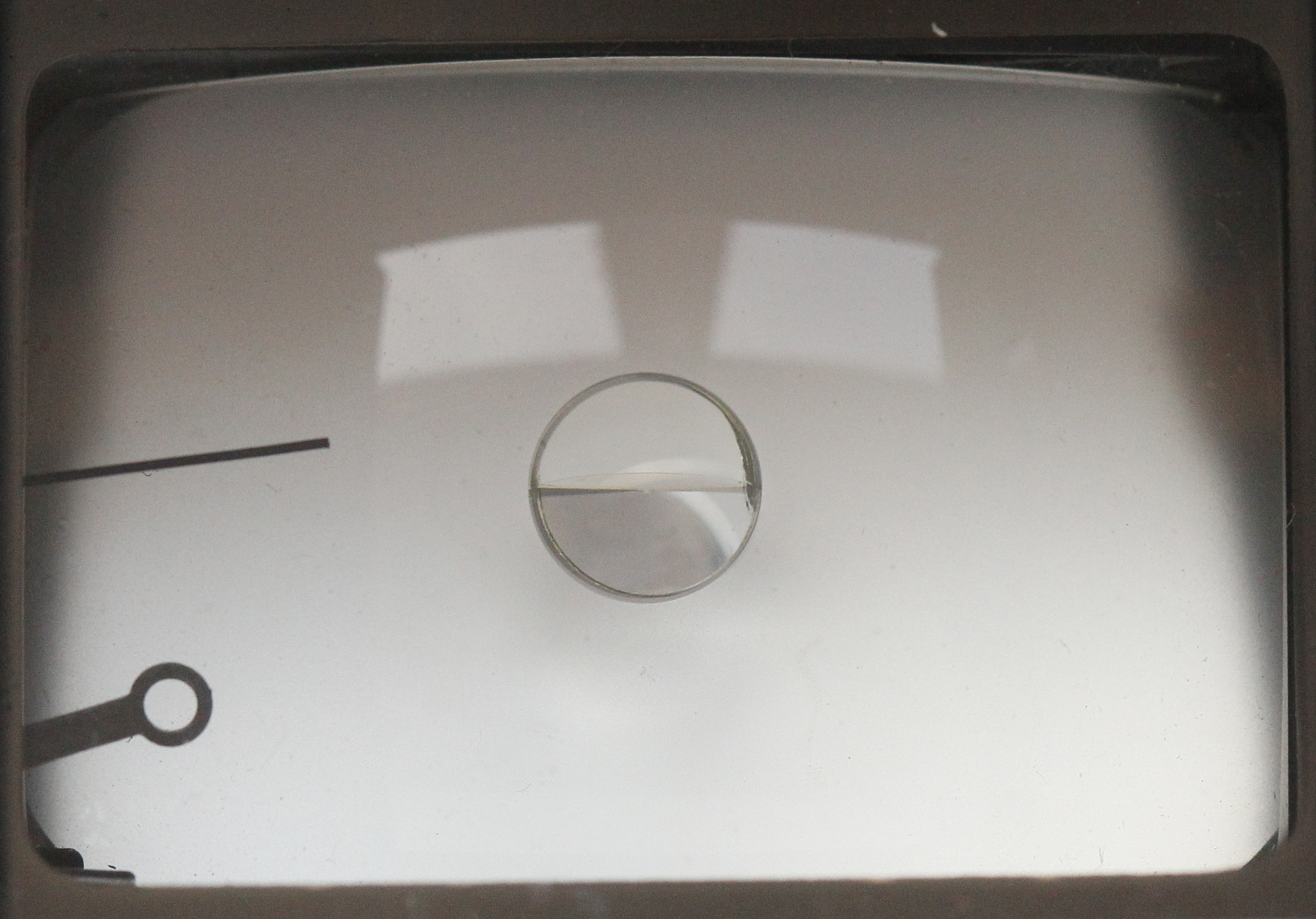
Стрелки экспонометра в поле зрения видоискателя полуавтомата «Зенит-4». Для получения правильной экспозиции нужно совместить отверстие широкой стрелки с тонкой стрелкой гальванометра

В аппаратуре со сменными объективами сопряжение экспонометра с диафрагмой реализовать сложнее, и впервые оно было достигнуто в 1958 году на советском дальномерном фотоаппарате «Комета». По ряду причин серийное производство этой камеры так и не было начато, и первым массовым фотоаппаратом с таким типом полуавтоматики в том же году стал западногерманский зеркальный Contarex. Он же впервые получил видимую в видоискателе стрелку экспонометра, позволяющую управлять экспозицией, не отрывая глаз от окуляра. В СССР такую индикацию в видоискателе вместе с полуавтоматом первыми получили шкальный «Восход» и зеркальный «Зенит-4» в 1964 году. Органы управления выдержкой и диафрагмой во всех полуавтоматах тех лет соединялись с корпусом гальванометра через механический сумматор, который поворачивает его вместе со стрелкой до совмещения с нулевым индексом. Ввод светочувствительности осуществляется дополнительным кулачком сумматора. 

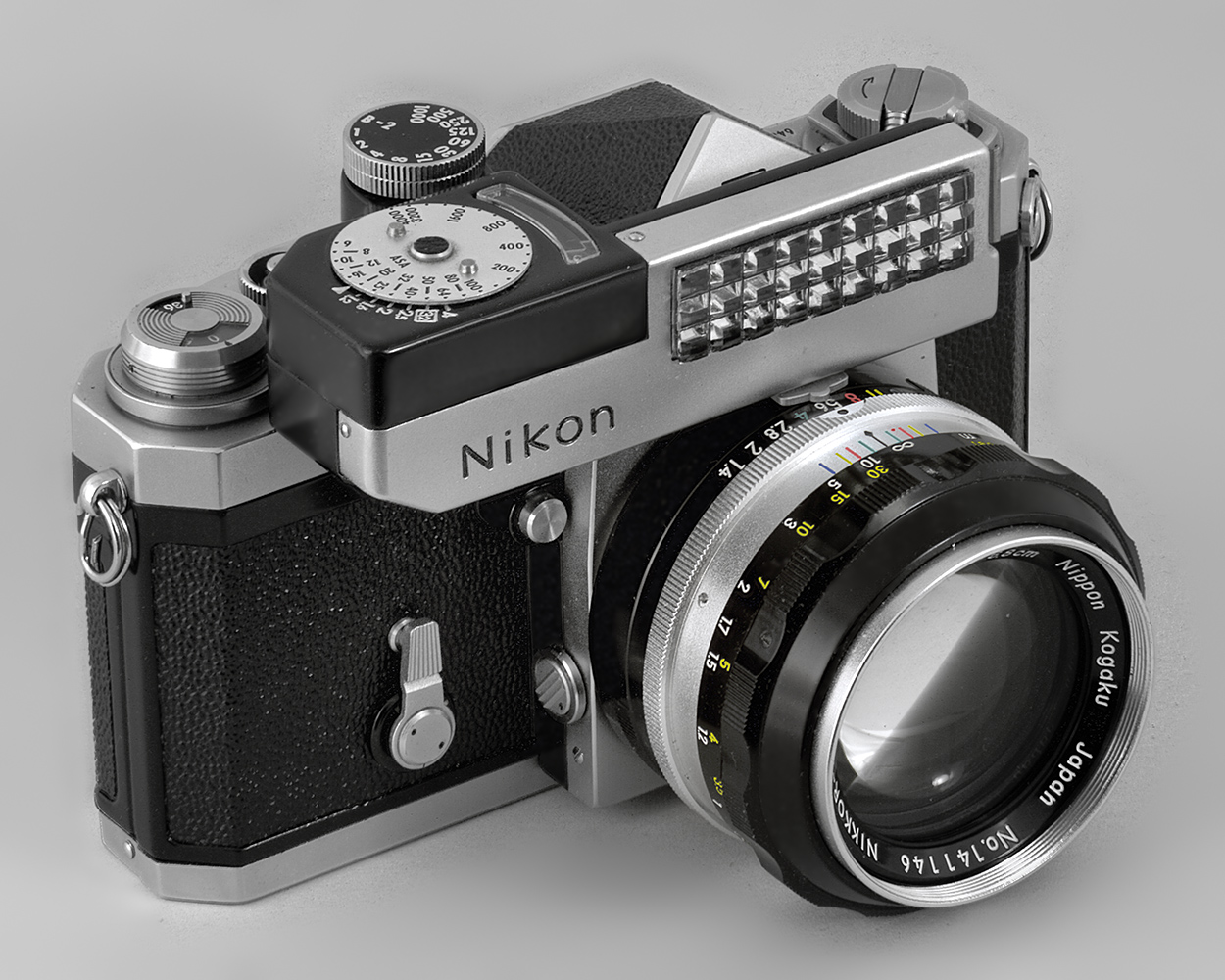
Фотоаппарат Nikon F с приставным сопряжённым экспонометром

Механическое сопряжение было реализовано также в приставных селеновых экспонометрах, например для зеркального фотоаппарата Nikon F. В этом случае связь по диафрагме выполняется с помощью измерительной колодки на её кольце, получившей жаргонное название «кроличьи уши». Позднее этот же тип сопряжения использовался в TTL-экспонометрах Photomic, обеспечивая полуавтоматику с индикацией в поле зрения видоискателя. При использовании автономного селенового фотоэлемента такое устройство позволяет реализовать полуавтомат на энергонезависимых механических камерах, не нуждающихся в элементах питания.  
С распространением малогабаритных CdS фоторезисторов появились заобъективные системы светоизмерения, впервые реализованные в японской «зеркалке» Topcon RE-Super (1963), а в СССР в кинокамерах «Красногорск» (1966), а затем в фотоаппаратах «Зенит-16» и «Киев-15» (оба 1973). В такой аппаратуре вместо механических связей органов управления и экспонометра использовались переменные резисторы, включённые в цепь измерения. В случае реализации TTL-измерения при рабочем значении диафрагмы (англ. Stop Down Metering), как это было в большинстве камер с резьбовым креплением оптики (например, Pentax Spotmatic и почти всех советских), сопряжение кольца диафрагмы с экспонометром не требуется, поскольку её значение учитывается автоматически за счёт изменения интенсивности проходящего света. При измерении на максимальном отверстии (англ. Full Aperture Metering) необходима механическая или электрическая передача положения кольца прыгающей диафрагмы и светосилы сменного объектива в экспонометр, как это реализовано в большинстве байонетов. 

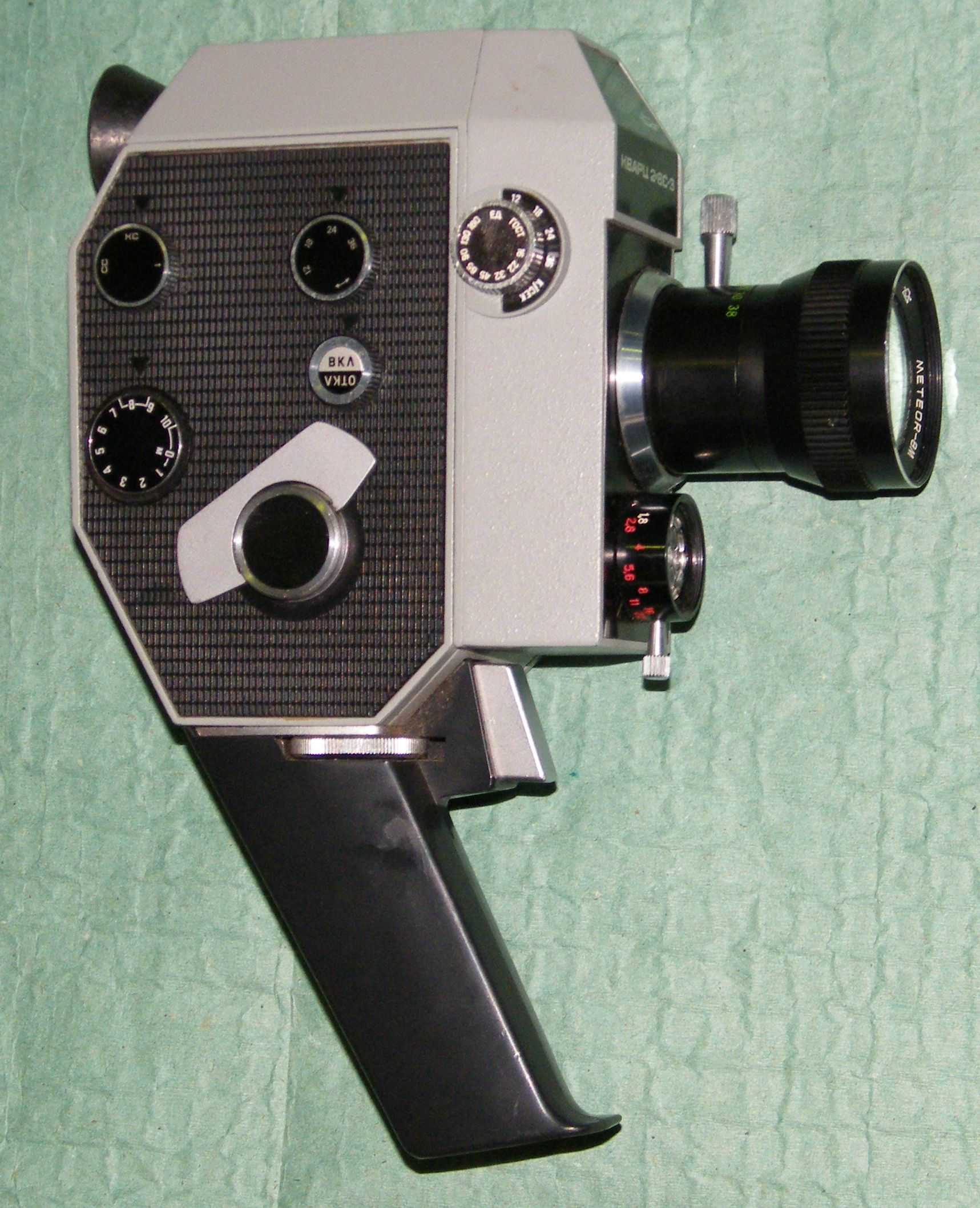
Любительская кинокамера «Кварц-2×8С-3» с полуавтоматической установкой экспозиции. 1971 год

В киносъёмочных аппаратах устанавливается только диафрагма, поскольку выдержка, зависящая от угла раскрытия обтюратора, при постоянной частоте киносъёмки неизменна. В более поздней аппаратуре, в том числе в современной цифровой, сопряжение органов управления экспозицией с экспонометром происходит через микропроцессор. С появлением режимов автоматического управления экспозицией: приоритет диафрагмы, приоритет выдержки, а также программного, полуавтоматическая установка осталась обязательным атрибутом фото- и киноаппаратуры, дожив до сегодняшнего времени в большинстве цифровых фотоаппаратов под названием «ручного» (англ. Manual) режима.

## Экспокоррекция
Полуавтоматическое измерение не требует устройств ввода экспокоррекции, поскольку для компенсации особенностей нестандартных сюжетов достаточно изменить один из параметров экспопары. Точная величина отклонения от измеренной экспозиции при этом определяется по отклонению стрелки или миганию светодиодов. Так, в фотоаппарате Pentax K1000 правильной экспозиции соответствует строго горизонтальное положение стрелки гальванометра, а нижний и верхний края прорези, в которую она проецируется в видоискателе, соответствуют недодержке или передержке (экспокоррекции) на 1 ступень соответственно. Экспонометр фотоаппарата Nikon FM2 отображает отклонение от измеренной экспозиции свечением светодиодов. Горящий центральный светодиод соответствует нулевой экспокоррекции, а одновременное загорание центрального и одного из крайних светодиодов обозначает недодержку или передержку в 1 ступень и более. Мигание одного из крайних светодиодов при непрерывном свечении центрального, обозначает отклонение меньше 1 ступени.
Современные фотоаппараты с жидкокристаллической индикацией кроме центрального индекса, обозначенного «0», снабжаются шкалой отклонения от измеренной экспозиции, которую можно использовать для точной установки экспокоррекции. В любительской аппаратуре такая шкала обладает диапазоном от −2 до +2 ступеней, а в профессиональной от −3 до +3. Компенсация ошибок измерения производится, в большинстве случаев, нанесением дополнительных индексных меток шкалы ввода светочувствительности. Например, экспонометры Photomic фотоаппаратов Nikon F и Nikon F2 таким способом учитывают светопропускание сменных фокусировочных экранов.